# Embalse de Vesioli
El embalse de Vesioli (en ruso: Весёловское водохранилище, Vesiólovskoye vodojranilishche) es un embalse situado en el curso del río Mánych, en Rusia. Su construcción se finalizó en 1941. Tiene una función reguladora del caudal a largo plazo y se usa para el riego de tierras agrícolas, pesca, transporte fluvial y generación de energía.
El nivel de agua normal es de 7 m. El volumen total de agua en ese caso es de un 1.02 km³ útiles. El área de su superficie es de 238 km², con una profundidad media de 4,3 m. El embalse se extiende en dirección suroeste unos 98 km desde Vesioli hasta Manychstrói. Su anchura máxima es de 7 km. Aguas arriba se halla el embalse de Proletarsk, y aguas abajo el embalse de Ust-Mánych.
A unos cinco kilómetros al sureste del jútor Yulovski, se halla el yacimiento arqueológico del Paleolítico Superior Yulovskaya, de hace unos 16 000 años.
El embalse y el área próxima (309.000 hectáreas) fue declarado el 13 de septiembre de 1994 como «water and wetlands areas of international significance» según el Convenio de Ramsar (n.º ref. Ramsar 672).

## Características físico-geográficas
La costa del embalse tiene unos 500 km de longitud y es accidentada con golfos que corresponden a arroyos inundados. En el embalse hay islas (Ruski, Bolshói, Sernkina, Krolichi, Zherebkov, Darzhinski y otras). La costa norte es abrupta con una diferencia de entre 9 y 14 metros sobre el nivel del agua. La meridional es plana y está cubierta de juncos.
En parte de la costa del embalse está ocupada por plantaciones de acacia blanca, y en la parte septentrional y oriental hay cultivos de arroz. La red hidráulica está poco desarrollada. El embalse se halla entre la sierra de Salsk-Manych y la llanura de Stávropol.
A orillas del embalse se hallan las localidades de Vesioli, Karakachev, Jirni, Dalni, Stepnói Kurgán y Proletarsk.

## Flora y fauna
La vegetación del embalse y su zona de inundación está representada por diferentes tipos de cañas, enea, junco, totora, espiga de agua, ceratophyllum, arabis, butomus y otras plantas.
La fauna está representada por 87 especies de fitoplancton, y 33 especies de peces. Los más importantes comercialmente son la brema, el rutilo, el sander y la brema blanca.
En el embalse y su zona circundante hay 3 especies de anfibios y 8 de reptiles (tortugas del pantano, lagartos de la arena, serpientes y víboras de la estepa).
El embalse forma parte de la ruta migratoria de las aves, por lo que pueden hallarse gran número de patos, gansos, cisnes, aves zancudas, fochas, somormujos y gaviotas. Se registraron diecinueve especies en peligro de extinción y dos de mamíferos en el Libro Rojo de Especies Amenazadas de la UICN y la Federación Rusa. Entre las aves, la espátula común, morito común, cigüeña negra, águila pescadora, pigargo europeo, águila esteparia, águila imperial oriental, águila culebrera, águila real, gavilán griego, halcón peregrino, ánsar chico, barnacla cuelliroja, gavión cabecinegro, malvasía cabeciblanca, cigüeñela común, avoceta común, alcaraván común y avutarda común. Los mamíferos son el nóctulo mayor y el turón del sur de Rusia.
El embalse tiene estatus de Humedal de Importancia Internacional sujeto a la Convención Ramsar.